# Herminia asserta
Herminia asserta är en fjärilsart som beskrevs av Lucas 1895. Herminia asserta ingår i släktet Herminia och familjen nattflyn. Inga underarter finns listade i Catalogue of Life.